# Kate Hoffmann
 (septembre 2016).
Si vous disposez d'ouvrages ou d'articles de référence ou si vous connaissez des sites web de qualité traitant du thème abordé ici, merci de compléter l'article en donnant les références utiles à sa vérifiabilité et en les liant à la section « Notes et références ».
Pour les articles homonymes, voir Hoffmann.
Kate Hoffmann (née Peggy A. Hoffman) est un écrivain américain de romances contemporaines depuis 1993. 

## Biographie
Kate Hoffmann s'est spécialisée dans la musique au lycée. Plus tard, elle s'installe à un poste d'enseignante de musique dans des écoles élémentaires. Elle commence à lire des romans sentimentaux en 1979 après avoir emprunté Cendres dans le vent de Kathleen Woodiwiss. Elle le lit d'une traite en une nuit et accroche immédiatement à ce genre de littérature. Le lendemain matin, elle est devant la porte de sa librairie locale et dès l'ouverture, elle se précipite à l'intérieur pour acheter tous les romans de Woodiwiss. Pendant la même période, elle aime également lire les romans de Rosemary Rogers, Laurie McBain et Jennifer Blake.
Près de 10 ans plus tard, alors qu'elle travaille comme rédacteur publicitaire, Kate Hoffman décide de se lancer dans l'écriture d'un roman. Après une série d'emplois intéressants dans l'enseignement, la distribution, la publicité et le bénévolat, elle est déterminée à ajouter « romancière » à cette liste. Après de nombreuses tentatives infructueuses durant trois ans, elle décide d'abandonner la romance historique et se tourne vers la romance contemporaine. Six mois plus tard, sa première histoire, A Vagabond Heart, est achevée. Un an plus tard, Harlequin achète le manuscrit, puis Kate Hoffman remporte le concours national « Temptation Harlequin » (1992). 
Le roman est publié en 1993 sous le titre Indecent Exposure (L'affaire Harrington). En décembre 1993, elle devient un écrivain à plein temps et écrit de nombreux livres. Kate Hoffman vit dans le sud-est du Wisconsin. 

## Œuvres

### Série Men Of Bachelor Creek
1. Noël en Alaska, Harlequin, coll. « Rouge passion » ((en) Caught Under the Mistletoe, 1997)
2. Passion en Alaska, Harlequin, coll. « Rouge passion » ((en) Dodging Cupid's Arrow!, 1998)
3. Le chercheur d'or, Harlequin, coll. « Rouge passion » ((en) Struck by Spring Fever!, 1998)

### Série Millenium 2000's Heroes
1. (en) Always a Hero, 1999Inédit en France
2. (en) Once a Hero, 1999Inédit en France

### Série Auberge de Cooper's Corner
1. Un Noël féérique, Harlequin, coll. « Horizon », 2003 ((en) My Christmas cowboy, 2002)

### Série La famille Quinn
1. Le grand amour d'un garde du corps, Harlequin, coll. « Rouge passion », 2003 ((en) Conor, 2001)
2. Un irrésistible charmeur, Harlequin, coll. « Rouge passion », 2003 ((en) Dylan, 2001)
3. Un homme à séduire, Harlequin, coll. « Rouge passion », 2003 ((en) Brendan, 2001)
4. Keely Quinn, fille d'Irlande, Harlequin, coll. « Rouge passion », 2003 ((en) Reunited, 2002)
5. Une envoutante rencontre, Harlequin, coll. « Rouge passion », 2004 ((en) Liam, 2003)
6. Coup de foudre à Boston, Harlequin, coll. « Harlequin passion », 2004 ((en) Brian, 2003)
7. Pour un jour ou pour la vie ?, Harlequin, coll. « Harlequin passion », 2004 ((en) Sean, 2003)
8. Fille d'Irlande, Harlequin, coll. « Jade », 2010 ((en) The promise, 2005)
9. (en) Marcus, 2006Inédit en France
10. (en) Ian, 2006Inédit en France
11. (en) Declan, 2006Inédit en France
12. Destins d'Irlande, Harlequin, coll. « Jade », 2009 ((en) The legacy, 2007)
13. Une tentation si troublante, Harlequin, coll. « Audace », 2010 ((en) Brody, 2008)
14. Une envie inavouable, Harlequin, coll. « Audace », 2010 ((en) Teague, 2009)
15. Secrets d'Irlande, Harlequin, coll. « Audace », 2010 ((en) Callum, 2009)
16. Fantasmes irlandais, Harlequin, coll. « Passions », 2012 ((en) Riley, 2011)
17. Cet intense désir, Harlequin, coll. « Passions », 2012 ((en) Danny, 2011)
18. L'amant d'Irlande, Harlequin, coll. « Passions », 2012 ((en) Kellan, 2011)
19. Plaisirs inattendus, Harlequin, coll. « Passions », 2013 ((en) Dermot, 2012)
20. Escapade sensuelle, Harlequin, coll. « Passions », 2013 ((en) Kieran, 2012)
21. Six semaines de plaisir, Harlequin, coll. « Passions », 2013 ((en) Cameron, 2012)
22. L'emprise du plaisir, Harlequin, coll. « Passions » ((en) Ronan, 2013)
23. Plaisirs sensuels, Harlequin, coll. « Passions » ((en) Logan, 2013)
24. Une tentation inattendue, Harlequin, coll. « Passions » ((en) Jack, 2013)
25. Audacieuses retrouvailles, Harlequin, coll. « Passions » ((en) Rourke, 2013)
26. Un envoûtant désir, Harlequin, coll. « Passions » ((en) A Mighty Quinn Seduction, 2013)
27. (en) Dex, 2013Inédit en France
28. Jusqu'au 7ᵉ ciel, Harlequin, coll. « Sexy », 2015 ((en) Malcolm, 2014)
29. Retiens-moi, Harlequin, coll. « Sexy », 2015 ((en) Rogan, 2014)
30. Si tu l'oses, Harlequin, coll. « Sexy », 2015 ((en) Ryan, 2014)
31. (en) Eli, 2015Inédit en France
32. (en) Devin, 2015Inédit en France
33. (en) Mac, 2015Inédit en France
34. (en) Thom, 2016Inédit en France
35. (en) Tristan, 2016Inédit en France
36. (en) Jamie, 2017Inédit en France

### Série 24 Hours
1. L'île aux fantasmes, Harlequin, coll. « Audace », 2009 ((en) Who Needs Mistletoe ?, 2008)

### Série 3 célibataires à séduire
1. Pari sur un mariage, Harlequin, coll. « Rouge Passion » ((en) Bachelor husband, 1997)
2. Séducteur malgré lui, Harlequin, coll. « Rouge Passion », 1997 ((en) The strong silent type, 1995)
3. L'erreur d'un séducteur, Harlequin, coll. « Rouge Passion », 1997 ((en) A happily unmarried man, 1995)

### Série Dynastie
1. Ambitions et mensonges, Harlequin, coll. « Amours d'aujourd'hui » ((en) Dressed to Thrill, 1996)
2. Les amants ennemis, Harlequin, coll. « Amours d'aujourd'hui », 2001 ((en) Terms of surrender, 1996)

### Série Forbidden fantasies
1. Plaisir incognito, Harlequin, coll. « Audace », 2009 ((en) Incognito, 2008)
2. L'île des fantasmes, Harlequin, coll. « Audace », 2011 ((en) Into the night, 2011)

### Série Forrester square
1. Un mariage magique, Harlequin, coll. « Hors collection », 2006 ((en) All she needed, 2003)

### Série Heat
1. Le feu sous la glace, Harlequin, coll. « Harlequin Passion », 2005 ((en) Warm and willing, 2005)

### Série Hero for hire
1. Sous le charme !, Harlequin, coll. « Rouge Passion », 1999 ((en) A body to die for, 1998)

### Série Le destin des sœurs Henderson
1. Georgiana, Harlequin, coll. « Hors collection », 2006 ((en) Georgiana, 2002)

### Série Les délices de Valentin
€Surprise à la Saint-Valentin, Harlequin, coll. « Editions spéciales », 2007 ((en) His secret Valentine, 1997)

### Série Lust in translation
1. Nuits Irlandaises, Harlequin, coll. « Audace », 2008 ((en) Doing Ireland, 2007)

### Série Million dollar secret
1. Troublants frissons, Harlequin, coll. « Audace », 2008 ((en) For lust or money, 2007)

### Série Opération séduction
1. Invitation sensuelle, Harlequin, coll. « Audace », 2011 ((en) The charmer, 2010)
2. Au rendez-vous du plaisir, Harlequin, coll. « Audace », 2011 ((en) The drifter, 2010)
3. Les rêves d'Angela, Harlequin, coll. « Audace », 2011 ((en) The sexy devil, 2010)

### Série Passions du Sud
1. Brûlante séduction, Harlequin, coll. « Harlequin Passion », 2005 ((en) Hot and bothered, 2004)

### Série Secret fantasies
1. La princesse aux pieds nus, Harlequin, coll. « Rouge Passion », 1997 ((en) Never love a cowboy, 1995)

### Série The wrong bed
1. Surtout pas lui, Harlequin, coll. « Rouge Passion », 2000 ((en) Not in my bed !, 1999)
2. (en) Your Bed Or Mine?, 2008Inédit en France
3. (en) Not Just Friends, 2012Inédit en France
4. (en) Compromising Positions, 2016Inédit en France
5. (en) The Right Moves, 2015Inédit en France

### Autres
- L'affaire Harrington, Harlequin, coll. « Rouge Passion », 1995 ((en) Indecent Exposure, 1993)
- Portrait d'une romantique, Harlequin, coll. « Rouge Passion », 1995 ((en) Wanted: Wife, 1994)
- Songe d'une nuit d'orage, Harlequin, coll. « Rouge Passion », 1995 ((en) Lady of the Night, 1994)
- (en) Love Potion No 9, 1994Inédit en France
- Dans les bras du pirate, Harlequin, coll. « Rouge Passion », 1997 ((en) The pirate, 1996)
- Le visiteur du crépuscule, Harlequin, coll. « Rouge Passion », 1997 ((en) Wicked Ways, 1996)
- La chambre d'amour, Harlequin, coll. « Rouge Passion », 1998 ((en) The Honeymoon Deal, 1997)
- Quand un Don Juan tombe amoureux, Harlequin, coll. « Rouge Passion », 2001 ((en) All Through the Night, 2000)
- (en) Unexpected Angel, 2000Inédit en France
- Une situation explosive, Harlequin, coll. « Rouge Passion », 2003 ((en) Three babies and a bargain, 2000)
- Un Noël magique, Harlequin, coll. « Horizon », 2001 ((en) Undercover elf, 2001)
- Prince charmant ou rien, Harlequin, coll. « Rouge Passion », 2003 ((en) Mr. Right Now, 2001)
- Une proposition osée, Harlequin, coll. « Harlequin Passion », 2005 ((en) Legally Mine, 2004)
- (en) Ring of Deception, 2004Inédit en France
- (en) Her Irish Rogue, 2008Inédit en France
- Un amant pour Noël : Alison, Harlequin, coll. « Audace », 2011 ((en) When she was naughty, 2010)
- (en) Sweet Revenge?, 2011Inédit en France
- Brûlant week-end, Harlequin, coll. « Audace », 2013 ((en) Off the beaten path, 2012)
- (en) Off Limits Marine, 2017Inédit en France